# Stahlianthus philippianus
Stahlianthus philippianus är en enhjärtbladig växtart som först beskrevs av Albert Gottfried Dietrich, och fick sitt nu gällande namn av Ludwig Eduard Loesener. Stahlianthus philippianus ingår i släktet Stahlianthus och familjen Zingiberaceae. Inga underarter finns listade i Catalogue of Life.